# Novembre 1868

## Événements
- En France, procès politique Baudin, qui permit à Léon Gambetta de se faire connaître, lors de sa plaidoirie républicaine.

- 3 novembre : élection de Ulysses S. Grant comme président des États-Unis.

- 6 novembre :
  - Les derniers partisans des Tokugawa, conduits par le shogun Yoshinobu, sont défaits à Wakamatsu.
  - Transfert de la capitale de Kyōto à Tōkyō qui devient la nouvelle capitale du Japon.

- 10 novembre : résistance de Te Kooti en Nouvelle-Zélande (1868-1872). Bataille de Ngatapa entre Européens et māori.

- 22 novembre : à Hodimont (Belgique) quelques dizaines d'enfants font la grève pour réduire leur temps de travail à la filature[1].
- 23 novembre: invention de la photo couleur par le Français Louis Ducos du Hauron.

## Naissances
- 4 novembre : La Belle Otero, chanteuse, danseuse et courtisane de la Belle Époque († 10 avril 1965).
- 9 novembre : Marie Dressler, actrice.
- 10 novembre : Gichin Funakoshi, fondateur du style de karaté shotokan († 1957)
- 11 novembre : Édouard Vuillard, né à Cuiseaux, peintre français († 1940)
- 24 novembre : Scott Joplin, musicien, compositeur de jazz américain
- 28 novembre : Louis Franck, juriste et homme politique belge († 31 décembre 1937).

## Décès
- 11 novembre : Wilhelm Ludwig Rapp, médecin et naturaliste allemand (° 1794).
- 13 novembre : Gioachino Rossini (76 ans), compositeur italien, à Paris (° 1792).
- 23 novembre : Claude Victor de Boissieu, peintre français (° 28 novembre 1784).